# Melastoma imbricatum
Melastoma imbricatum är en tvåhjärtbladig växtart som beskrevs av Nathaniel Wallich och José Jéronimo Triana. Melastoma imbricatum ingår i släktet Melastoma och familjen Melastomataceae. Inga underarter finns listade i Catalogue of Life.